# 마리오 주로프스키
마리오 주로프스키(마케도니아어: Марио Ѓуровски, 1985년 12월 11일 ~ )는 마케도니아 공화국의 전 축구 선수로, 현역 시절 포지션은 공격형 미드필더였다.

## 선수 경력

### 유럽 리그
마리오 주로프스키는 FK 추카리치키의 유소년 팀에서 축구를 시작하였고, 이후 FK 츠르베나 즈베즈다로 옮겼다. 주로프스키는 츠르베나 즈베즈다와 성인팀 계약을 맺었고, 곧바로 베오그라드 리그의 팀들로 임대를 다녔다. 2004년 세르비아 몬테네그로 2부 리그의 FK 베자니야로 이적하였다. 팀은 2006년 새롭게 탄생한 세르비아 수페르리가로의 승격에 성공하였다. 주로프스키는 베자니야에서 83경기 출전에 18골을 기록하였다. 2007년 여름 주로프스키는 또다른 세르비아 팀인 FK 보이보디나로 이적하였다. 초반에 적응 기간을 거친 후, 서서히 보이보디나의 정규 멤버로 도약하였다. 주로프스키는 보이보디나가 2008-09 시즌 준우승을 하는 데에 크게 공헌하였다. 2011년 3월 1일 주로프스키는 우크라이나 프리미어리그의 FC 메탈루르흐 도네츠크와 3년 계약을 맺고 이적하였다.

### 태국 리그
2012년 마리오 주로프스키는 타이 프리미어리그의 무앙통 유나이티드 FC로 이적하였다. 주로프스키는 슬라비샤 요카노비치 감독 아래 크게 활약하였으며, 이적 첫 시즌 무앙통의 리그 우승 타이틀을 확보했다. 2016년 마리오 주로프스키는 자유 계약으로 풀리며, 방콕 유나이티드 FC로 이적했다.

## 국가대표 기록
| 날짜            | 장소                     | 상대         | 득점 | 결과 | 대회                |
| --------------- | ------------------------ | ------------ | ---- | ---- | ------------------- |
| 2010년 5월 29일 | 오스트리아 비쇼프스호펜  | 아제르바이잔 | 3–1  | 88'  | 친선 경기           |
| 2010년 9월 7일  | 마케도니아 공화국 스코페 | 아르메니아   | 2–2  | 42'  | UEFA 유로 2012 예선 |

## 개인사
마리오 주로프스키의 아버지인 밀코 주로프스키 또한 마케도니아 공화국 축구 국가대표팀의 선수였으며, FK 츠르베나 즈베즈다, FK 파르티잔, FC 흐로닝언 등에서 활약하였다.

## 수상

### 개인

#### 무앙통 유나이티드 FC
- 타이 리그

우승 (1회) : 2017